# Bordados (historieta)
Bordados (en francés: Broderies) es una historieta en blanco y negro de Marjane Satrapi. Editada originalmente en Francia en 2003 por L’Association, y en España en 2004 por Norma Editorial.

## Sinopsis
Bordados es una obra de corte intimista en la que la autora nos introduce en el mundo íntimo de las mujeres iraníes. El argumento gira en torno a una conversación entre la madre, la abuela, tías y primas de la familia de Marjane Satrapi durante la hora del té, en la que según la tradición; mientras los hombres duermen la siesta, las mujeres charlan entre sí para "airear" sus corazones. El tema de conversación durante esta velada femenina son varias anécdotas y experiencias vitales que han marcado tanto a las protagonistas como a sus allegadas.